# Central Saanich
Central Saanich ist ein Bezirk (District municipality) auf der Saanich-Halbinsel auf Vancouver Island in der kanadischen Provinz British Columbia. Die Gemeinde ist Teil der Metropolregion Greater Victoria, im Capital Regional District, welche noch mehrere andere Orte umfasst.

## Lage
Central Saanich grenzt im Norden an den Bezirk North Saanich sowie im Süden an die Stadt Saanich und im Südwesten an die Bezirksgemeinde Highlands. Nach Osten wird der Bezirk durch Haro-Straße und im Osten durch den Saanich Inlet begrenzt.
Den Bezirk bilden zurzeit folgende Neighbourhoods:

- Brentwood Bay
- Island View
- Saanichton
- Keating
- Tanner Ridge

Der Bezirk umschließt weiterhin an der Ostküste noch das Indianerreservat East Saanich 2 der Tsawout First Nation und an der Westküste South Saanich 1 der Tsartlip First Nation.

## Geschichte
Die ersten europäischen Siedler ließen sich 1852 auf der Halbinsel nieder. Darunter auch die ersten im Gebiet des heutigen Bezirks Central Saanich. Damals wurde dieses Gebiet noch South Saanich genannt. Jedoch gilt auf für dieses Gegend, das sie lange vor der Ankunft der ersten europäischen Siedlern Jagd- und Fischereigebiet verschiedener Stämme der First Nations war.
Die Zuerkennung der kommunalen Selbstverwaltung für die Ansiedlung im Zentrum der Saanich Halbinsel erfolgte am 12. Dezember 1950 (incorporated als District Municipality).
Der kleine Bezirk entwickelte sich in den folgenden Jahren weiter. So wurde im Jahr 1951 eine eigene Polizei und eine Feuerwehr gegründet.

## Demographie
Die letzte offizielle Volkszählung, der Census 2016, ergab für die Ansiedlung eine Bevölkerungszahl von 16.814 Einwohnern, nachdem der Zensus 2011 für die Gemeinde noch eine Bevölkerungszahl von 15.936 Einwohnern ergab. Die Bevölkerung nahm damit im Vergleich zum letzten Zensus im Jahr 2011 um 5,5 % zu und entwickelte sich mit dem Provinzdurchschnitt, dort mit einer Bevölkerungszunahme von 5,6 %. Im Zensuszeitraum 2006 bis 2011 hatte die Einwohnerzahl in der Gemeinde nur um 1,2 % abgenommen, während sie im Provinzdurchschnitt um 7,0 % zunahm.
Zum Zensus 2016 lag das Durchschnittsalter der Einwohner bei 46,7 Jahren und damit weit über dem Provinzdurchschnitt von 42,3 Jahren. Das Medianalter der Einwohner wurde mit 50,4 Jahren ermittelt. Das Medianalter aller Einwohner der Provinz lag 2016 bei 43,0 Jahren. Zum Zensus 2011 wurde für die Einwohner der Gemeinde noch ein Medianalter von 49,1 Jahren ermittelt, bzw. für die Einwohner der Provinz bei 41,9 Jahren.

## Verkehr
Durch das Gebiet den Bezirk verläuft in Nord-Süd-Richtung der Highway 17 und verbindet Victoria mit dem Swartz Bay Ferry Terminal.
Weiterhin verkehrt vom Brentwood Bay Ferry Terminal eine kleine Fähre der BC Ferries über den Saanich Inlet nach Mill Bay.

## Tourismus
Die größte touristische Attraktion des Bezirks und eine der größten Attraktionen im südlichen Vancouver Island stellt Butchart Gardens da. Dabei handelt es sich um einen 1904 errichteten, privaten Blumengarten, welcher heute besichtigt werden kann. Englischer Landschafts- und Gartenbau ist in dieser Region sehr stark verbreitet.